# تزرق عنقودي
التزرق العنقودي (بالإنجليزية: Livedo racemosa)‏ هو حالة جلدية تتميز بتغير لون الجلد تظهر كدائرة غير منتظمة.